# Stanley Kramer
Stanley Earl Kramer (New York, 29 settembre 1913 – Los Angeles, 19 febbraio 2001) è stato un regista e produttore cinematografico statunitense.

## Biografia
Dopo essere stato produttore di vari film di successo, tra cui il western Mezzogiorno di fuoco (1952), Il selvaggio (1953) e L'ammutinamento del Caine (1954), all'età di 42 anni Kramer diresse il suo primo film, Nessuno resta solo (1955) con Robert Mitchum, Olivia de Havilland e Frank Sinatra; il film non ottenne grande successo, ma Kramer non si tirò indietro e scelse la coppia Cary Grant-Sophia Loren per il successivo Orgoglio e passione (1957), un dramma in costume che riscosse favorevoli consensi, principalmente per la recitazione dei due affascinanti divi, affiancati a Frank Sinatra. 
L'anno successivo, Kramer affrontò tematiche di maggior impegno, affascinato anche dai discorsi di Martin Luther King Jr., e diresse La parete di fango (1958), che ottenne un grande successo e ricevette una candidatura all'Oscar come miglior film dell'anno. Protagonisti della pellicola sono due evasi, uno bianco (Tony Curtis) e razzista, che odia il suo compagno nero (Sidney Poitier). Durante la fuga, incatenati l'uno all'altro, i due imparano a rispettarsi e alla fine fanno amicizia. Il film segnò l'ascesa di Poitier come primo divo di colore.
Nel 1959, Kramer affrontò la paura atomica con il film L'ultima spiaggia (1959) con Gregory Peck, Ava Gardner, Anthony Perkins ed un insolito Fred Astaire in un ruolo drammatico. Nel 1960 lavorò per la prima volta con il suo attore preferito, Spencer Tracy, in ...e l'uomo creò Satana. Tra i due si instaurò una proficua collaborazione, durata fino alla morte dell'attore. Con grande sobrietà raccontò il processo di Norimberga contro i crimini nazisti in Vincitori e vinti (1961), dirigendo un cast straordinario: Spencer Tracy, Marlene Dietrich, Montgomery Clift, Judy Garland, Maximilian Schell (che si aggiudicò l'Oscar come miglior attore), Burt Lancaster e Richard Widmark. Dopo il film Questo pazzo, pazzo, pazzo, pazzo mondo (1963), ancora con Spencer Tracy, diresse l'ultima interpretazione di Vivien Leigh, La nave dei folli (1965).
Nel 1967 lavorò alla sua pellicola più famosa, Indovina chi viene a cena? (1967). La trama è incentrata sulla vicenda di una coppia di fidanzati (Katharine Houghton e Sidney Poitier), lei bianca, lui di colore, che deve fronteggiare l'opposizione alla loro unione da parte del padre di lei (Spencer Tracy, nella sua ultima splendida interpretazione, mentre la madre è interpretata da Katharine Hepburn). Pochi giorni dopo la fine delle riprese, Tracy morì, stroncato da un infarto. Il film ebbe uno splendido successo di critica e di pubblico e si aggiudicò due statuette nel 1968: migliore attrice (la Hepburn) e migliore sceneggiatura originale. Con la morte di Tracy, Kramer perse una collaborazione di grande successo, e la sua carriera conobbe un inesorabile declino. Lavorò ancora con profitto in Il segreto di Santa Vittoria (1969) con una nostalgica Anna Magnani, Virna Lisi ed Anthony Quinn. Negli anni settanta diresse ancora tre film apprezzabili: I duri di Oklahoma (1973), con Faye Dunaway, e Il principio del domino: la vita in gioco (1976), un film fantapolitico con Gene Hackman. Il suo ultimo lavoro fu Uno strano caso di omicidio (1979), dopo il quale abbandonò definitivamente il cinema.

## Filmografia

### Regista e produttore
- Nessuno resta solo (Not as a Stranger) (1955)
- Orgoglio e passione (The Pride and the Passion) (1957)
- La parete di fango (The Defiant Ones) (1958)
- L'ultima spiaggia (On the Beach) (1959)
- ...e l'uomo creò Satana (Inherit the Wind) (1960)
- Vincitori e vinti (Judgment at Nuremberg) (1961)
- Questo pazzo, pazzo, pazzo, pazzo mondo (It's a Mad Mad Mad Mad World) (1963)
- La nave dei folli (Ship of Fools) (1965)
- Indovina chi viene a cena? (Guess Who's Coming to Dinner) (1967)
- Il segreto di Santa Vittoria (The Secret of Santa Vittoria) (1969)
- R.P.M. Rivoluzione per minuto (R.P.M.) (1970)
- Bless the Beasts & Children (1971)
- I duri di Oklahoma (Oklahoma Crude) (1973)
- Il principio del domino: la vita in gioco (The Domino Principle) (1977)
- Uno strano caso di omicidio (The Runner Stumbles) (1979)

### Produttore
- La luna e sei soldi (The Moon and Six Pence), regia di Albert Lewin (1942)
- Odio (Home of the Brave), regia di Mark Robson (1949)
- Il grande campione (Champion), regia di Mark Robson (1949)
- Cirano di Bergerac (Cyrano de Bergerac), regia di Michael Gordon (1950)
- Il mio corpo ti appartiene (The Men), regia di Fred Zinnemann (1950)
- Morte di un commesso viaggiatore (Death of a Salesman), regia di László Benedek (1951)
- Nessuno mi salverà (The Sniper), regia di Edward Dmytryk (1952)
- Mezzogiorno di fuoco (High Noon), regia di Fred Zinnemann (1952)
- I perseguitati (The Juggler), regia di Edward Dmytryk (1953)
- Il selvaggio (The Wild One), regia di László Benedek (1953)
- L'ammutinamento del Caine (The Caine Mutiny), regia di Edward Dmytryk (1954)
- La scuola dell'odio (Pressure Point), regia di Hubert Cornfield (1962)
- Gli esclusi (A Child Is Waiting), regia di John Cassavetes (1963)

## Riconoscimenti

### Premio Oscar
- Candidatura Miglior film per Mezzogiorno di fuoco (1952)
- Candidatura Miglior film per L'ammutinamento del Caine (1954)
- Candidatura Miglior film per La parete di fango (1958)
- Candidatura Miglior regista per La parete di fango (1958)
- Candidatura Miglior film per Vincitori e vinti (1961)
- Candidatura Miglior regista per Vincitori e vinti (1961)
- Premio alla memoria Irving G. Thalberg (1962)
- Candidatura Miglior film per La nave dei folli (1965)
- Candidatura Miglior film per Indovina chi viene a cena? (1967)
- Candidatura Miglior regista per Indovina chi viene a cena? (1967)

### Golden Globe
- Candidatura Miglior film drammatico per Cirano di Bergerac (1951)
- Candidatura Miglior film drammatico per Mezzogiorno di fuoco (1953)
- Miglior film drammatico per La parete di fango (1958)
- Candidatura Miglior regista per La parete di fango (1958)
- Candidatura Miglior film drammatico per L'ultima spiaggia (1960)
- Candidatura Miglior regista per L'ultima spiaggia (1960)
- Candidatura Miglior film drammatico per Vincitori e vinti (1962)
- Miglior regista per Vincitori e vinti (1962)
- Candidatura Miglior film drammatico per Indovina chi viene a cena? (1968)
- Candidatura Miglior regista per Indovina chi viene a cena? (1968)
- Miglior film commedia o musicale per Il segreto di Santa Vittoria (1970)
- Candidatura Miglior regista per Il segreto di Santa Vittoria (1970)